# Ida Marie Lipsius
Ida Marie Lipsius, àlies La Mara (Leipzig, 30 de desembre de 1837 - Schmölen, 2 de març de 1927) fou una escriptora alemanya, editora, crítica i historiadora de la música. Durant el final del segle xix i principis del XX, va tenir un paper influent en la vida musical alemanya, especialment a la cort gran-ducal de Weimar i al cercle de Richard Wagner a Bayreuth.

## Vida
Marie Lipsius era filla de qui seria director de la Thomasschule de Leipzig, Karl Heinrich Adelbert Lipsius, i de Juliane Molly, nascuda Rost -filla de qui també havia estat rector durant trenta-cinc anys, de la mateixa escola de tradició musical. Va créixer a Leipzig, al costat dels seus germans, que serien el teòleg Richard Adelbert Lipsius, l'arquitecte Constantin Lipsius i l'erudit clàssic Justus Hermann Lipsius. Exclosa de la universitat pel fet de ser dona, no va poder assistir-hi, com els seus germans, però va rebre una profunda formació musical a càrrec del compositor saxó Richard Müller.
El 1856, als dinou anys, va conèixer Franz Liszt en un concert, i a partir d'aleshores formaria part dels seus amics més propers. Va descobrir les obres no només de Liszt, sinó també de Schubert, Wagner, Berlioz, els representants de la música del futur, a qui freqüentà en el cercle de Weimar. Coincidí amb algunes altres dones en aquest grupː la seva amiga Laura Pohl o la princesa polonesa Carolyne zu Sayn-Wittgenstein, periodista amateur i assagista, lligada sentimentalment a Liszt durant quaranta anys.

## Activitat com a musicòloga
Després de la mort del seu pare, Marie Lipsius va començar la seva carrera d’escriptora, publicant a la premsa ressenyes, després contes i a la tardor de 1867 els primers articles biogràfics musicals, sobre Robert Schumann, Frédéric Chopin i Franz Liszt, que ja signà amb el pseudònim de La Mara.

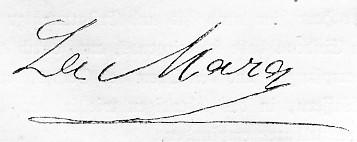
La signatura de Mara

Marie Lipsius va publicar moltes biografies de músics, tant difunts com contemporanis seus, que es van imprimir per primera vegada a l'editorial Westermanns Monatshefte abans de ser editades a la popular sèrie Musikalische Studienköpfe (Retrats d'estudis musicals) de la casa Breitkopf & Härtel. Els seus retrats, ben matisats i escrits de manera empàtica, sovint es van inspirar en la coneixença personal de molts d'ells i són testimonis autèntics d'una dona contemporània implicada en la societat musical alemanya del seu temps. Els seus retrats del volum 5 d'aquesta col·lecció, de 1882, representen la primera publicació sobre dones músiques en la historiografia alemanya.
Lipsius determinà les bases de la musicologia, que perdurarien fins al segle xx, establint els límits entre obra i vida, compositor i intèrpret, filologia i crítica, ciència i literatura. S'ha assenyalat que el seu mètode –amb entrevistes als músics coetanis i catàlegs de preguntes– es va generalitzar i al segle xx va esdevenir la norma. La seva recerca va salvaguardar molts béns de músics que actualment figuren als arxius i va preservar records personals que han ajudat a la investigació.
Marie Lipsius va ser la primera musicòloga que va dur a terme una investigació sistemàtica per identificar la misteriosa Immortal Beloved de Beethoven: el 1909, va publicar les Memòries de Therese Brunsvik, i va interpretar la seva admiració brillant pel compositor com un amor secret. Això va ser revisat després de la Primera Guerra Mundial, quan es van descobrir cartes i altres documents a la finca de Brunsvik, que apuntaven més aviat a la germana de Teresa, Josephine Brunsvik.
A part dels seus escrits originals, Marie també es va ocupar d'editar la correspondència de Franz Liszt, tal com ell li havia demanat en vida. El 1917 es va publicar la seva autobiografia.

## Publicacions

### Com a autora
- Die Frauen im Tonleben der Gegenwart (1882), el primer llibre sobre dones músiques de la historiografia musical en llengua alemanya.
- Musikalische Studienköpfe, 5 vol., Leipzig 1868–1882:
  - Hector Berlioz, Leipzig 1913.
  - Joseph Haydn, Leipzig 1913.
  - Adolf Henselt, Leipzig 1919.
  - Edvard Grieg, Leipzig 1919.
  - Franz Schubert, Leipzig 1919.
  - Johann Sebastian Bach, Leipzig 1919.
  - Johannes Brahms, Leipzig 1919.
  - Richard Wagner, Leipzig 1919.
  - Robert Schumann, Leipzig 1919.
  - Anton Rubinstein, Leipzig 1920.
  - Carl Maria von Weber, Leipzig 1920.
  - Felix Mendelssohn, Leipzig 1920.
  - Franz Liszt, Leipzig 1920.
  - Georg Friedrich Händel, Leipzig 1921.
  - Han von Bülow, Leipzig 1921.
  - Wolfgang Amadeus Mozart, Leipzig 1922.
  - Christoph Willibald Gluck, Leipzig 1923.
  - Ludwig furgó Beethoven, Leipzig 1923.
  - Friedrich Chopin, Leipzig 1924.
- Classisches und Romantisches aus der Tonwelt, Leipzig 1892.
- Beethoven unsterbliche Geliebte. Das Geheimnis der Gräfin Brunswik und ihre Memoiren, Leipzig 1909.
- Liszt und dau Frauen, Leipzig 1911.
- Beethoven und dau Brunsviks. Nach Familienpapieren aus Therese Brunsviks Nachlass, Leipzig 1920.
- Un der Schwelle des Jenseits. Letzte Erinnerungen un dau Fürstin Carolyne Sayn-Wittgenstein, dau Freundin Liszts, Leipzig 1925.

### Com a editora
- Franz Liszt:
  - Franz Liszt's Briefe, 8 vol., Leipzig 1893–1905.
  - Correspondance entre Franz Liszt et Han von Bülow, Leipzig 1899. (Francès)
  - Correspondance entre Franz Liszt et Charles Alexandre (Magnífic-Duc de Saxe), Leipzig 1909. (Francès)
  - Franz Liszts Briefe an seine Mutter. Aus dem Frz., Leipzig 1918.
- Aus der Glanzzeit der Weimarer Altenburg. Bilder und Briefe aus dem Leben dem Fürstin Carolyne Sayn-Wittgenstein, Leipzig 1906.

### Autobiografia
- Durch Musik und Leben im Dienste des Ideals, 2 vol., Leipzig 1917.